# Abigail de Paiva Cruz

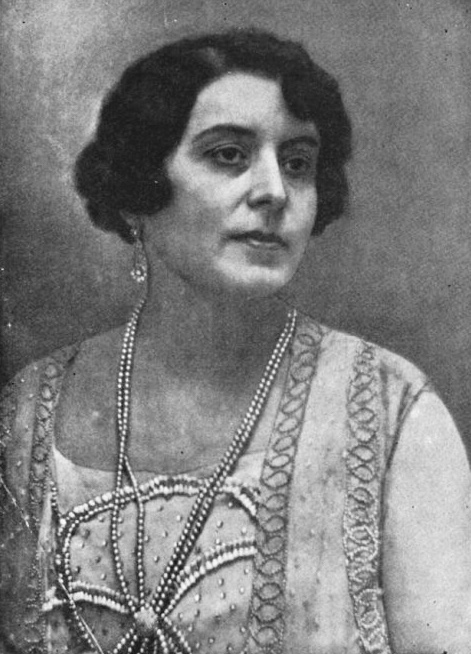
Abigail de Paiva Cruz, 1928

Abigail de Paiva Cruz (* 28. April 1883 in Cedofeita, Porto; † 8. Oktober 1944 in São Sebastião da Pedreira, Lissabon) war eine portugiesische naturalistische Malerin, Bildhauerin, Spitzenklöpplerin und Frauenrechtlerin.

## Leben
De Paiva Cruz wurde als Tochter von Albino José da Cruz aus Fajozes und Teresa de Castro e Paiva Cruz aus Moçâmedes geboren, die beide aus bürgerlichen und fortschrittlichen portugiesischen Familien stammten. Obwohl ihr Vater, ein Kapitalist und Großgrundbesitzer, schon 1887 starb, ermöglichte ihre Mutter ihr eine exquisite Erziehung und Ausbildung, obwohl zu jener Zeit Frauen nicht ermutigt wurden, Fächer wie Medizin, Jura oder Kunst zu studieren. Sie war die Schwester von Adolfo de Paiva Cruz (1878–1883), der jung starb, und José Albino de Paiva Cruz (1881–1957), einem späteren Geschäftsmann und Manager.
Entgegen der damaligen Norm trat De Paiva Cruz in die Escola Superior de Belas-Artes do Porto ein und wurde noch vor der Ersten Republik Schülerin des Malers João Marques de Oliveira und des Bildhauers António Teixeira Lopes, wobei sie ihr Studium durch Besuche im Museu Nacional de Arte Antiga ergänzte, zusammen mit verschiedenen Kollegen wie dem Maler Carlos Bonvalot oder Henrique de Vilhena. Nach Abschluss ihres Studiums beschloss De Paiva Cruz, wie viele portugiesische Künstler in dieser Zeit, ihre Ausbildung in der bildenden Kunst in Paris fortzusetzen.
Während ihres Aufenthalts in Frankreich in den Jahren der Belle Époque wurde sie schnell Teil der Kunstszene der Stadt und schloss enge Freundschaften mit Malern, Schriftstellern, Musikern und sogar einigen prominenten Persönlichkeiten der französischen High Society, wie dem Schriftsteller und Dichter Alphonse Métérié, mit dem sie über mehrere Jahre hinweg eine Freundschaft pflegte, nachdem sie ihn 1910 in der Kurklinik La Colline in der Schweiz kennengelernt hatte. Sie begann mit neuen Medien zu experimentieren, nicht nur mit Ölgemälden und einigen Statuetten im naturalistischen Stil, sondern auch mit der Kunst der Stickerei und der Spitzenklöpplerei, wo sie portugiesische Motive nach flämischer Art webte.
Angesichts des drohenden Weltkriegs in Frankreich kehrte Abigail de Paiva Cruz nach Portugal zurück und veranstaltete im März 1914 ihre erste Einzelausstellung im Palácio de Cristal in Porto, die vierundvierzig ihrer Gemälde umfasste. In den folgenden Jahren hatte sie mehrere weitere Ausstellungen in Lissabon, vor allem im Salão Bobone (1917), deren Erlös der Wohltätigkeitsbewegung Cruzada das Mulheres Portuguesas („Kreuzzug der portugiesischen Frauen“) zugutekam, die von der Präsidentengattin Elzira Dantas Machado geleitet wurde und der Frauenrechtlerinnen wie Ana de Castro Osório, Ana Augusta de Castilho oder Maria Benedita Mouzinho de Albuquerque de Faria Pinho angehörten. Die Wohltätigkeitsbewegung half portugiesischen Soldaten im portugiesischen Expeditionskorps während des Ersten Weltkriegs.

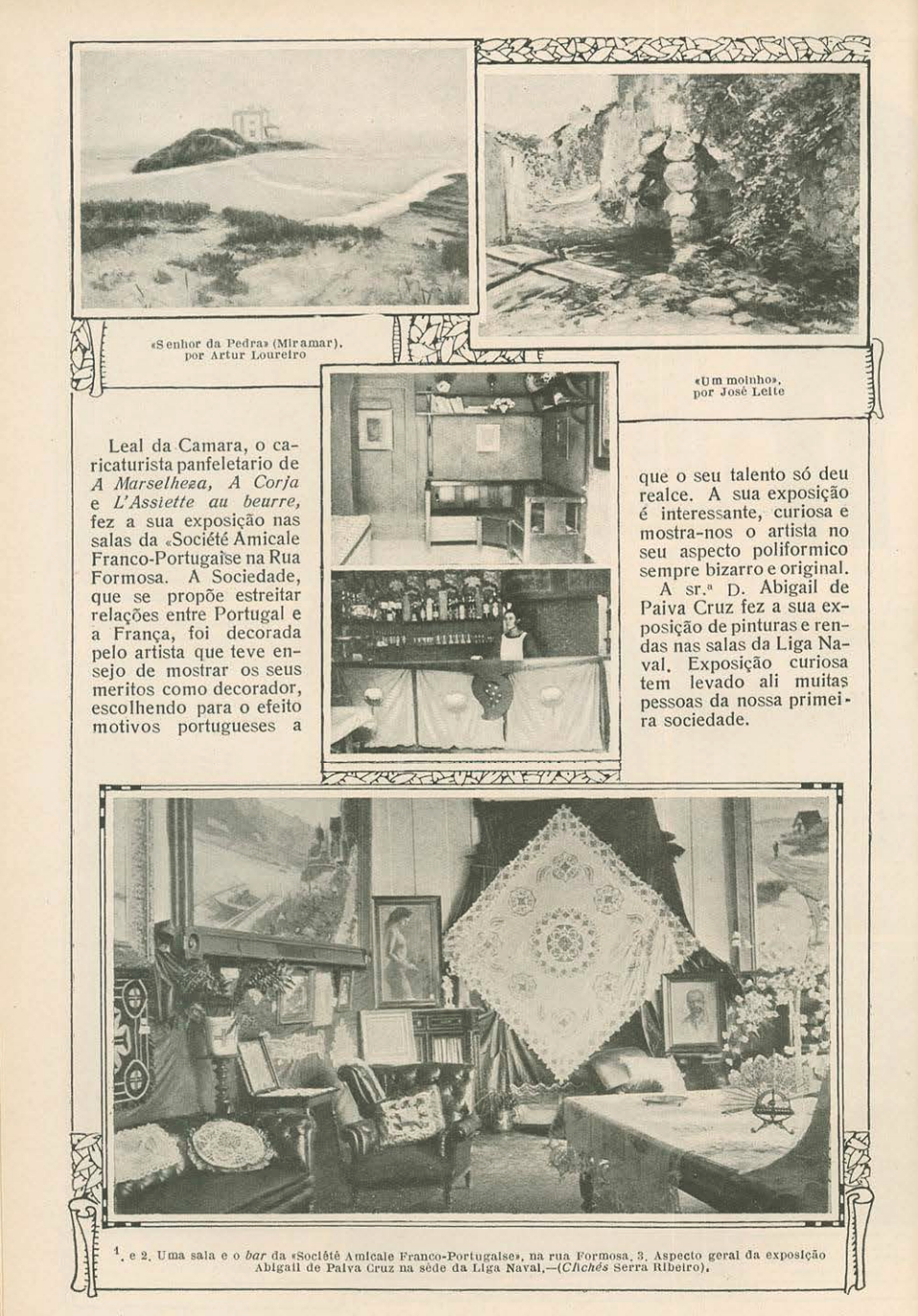
Artikel über die Ausstellung Abigail de Paiva Cruz im Marinebund, Illustração Portuguesa, Lissabon 1920

Weitere Ausstellungen waren in der Liga Naval in Lissabon (1920, siehe Abbildung), in der Casa Fast in Paris (1925) und in Madrid. Berichte erschienen in zahlreichen Zeitschriften und Magazinen wie O Século, O Ocidente, ABC, Terra Portuguesa, Ilustração Portuguesa, Ecco Artístico, oder auch in den portugiesisch-brasilianischen Zeitschriften Atlântida, der spanischen Blanco y Negro oder der Lissabonner Vida Feminina, wo die Schriftstellerin und Journalistin Sara Beirão ihr einen ganzseitigen Artikel widmete, in dem sie ihre künstlerische Arbeit in der Spitzenkunst und ihre wohlverdiente internationale Anerkennung lobte und die Minister und den portugiesischen Staat daran erinnerte, wie wichtig es ist, nationale Künstler für ihre Leistungen zu unterstützen.
Aufgrund ihres Erfolges eröffnete De Paiva Cruz 1931 in Lissabon eine Klöppelschule mit dem Ziel, nicht nur die traditionellen Künste zu fördern, sondern auch Frauen in einem Handwerk auszubilden und ihnen die Möglichkeit zu geben, ihren Lebensunterhalt zu verdienen und finanziell unabhängig zu werden. Aufgrund dieser Initiative wurde sie von der Zeitschrift Portugal Feminino eingeladen, einen Kurs in Nadelspitze, Klöppeln und Häkeln für deren Abonnenten zu gestalten. 
Im selben Jahr trat sie auf Einladung der damaligen Vizepräsidentin Sara Beirão dem Conselho Nacional das Mulheres Portuguesas bei, einer feministischen Organisation, die von der Suffragette und Ärztin Adelaide Cabete geleitet wurde. Sie bekleidete dort verschiedene Ämter, von der Sekretärin (1936–1937) bis zur Vorsitzenden des Kunstausschusses (1938). In diesen Jahren arbeitete sie intensiv mit zahlreichen Schriftstellern, Künstlern, Lehrern, Ärzten und anderen feministischen Aktivistinnen zusammen, um Lebensbedingungen und Rechte der Frauen in Portugalzu verbessern die einzufordern. Innerhalb der Bewegung arbeitete sie vor allem mit den Schriftstellerinnen Anita Patrício, Beatriz Arnut, Branca de Gonta Colaço und der Malerin Eduarda Lapa zusammen. 
De Paiva Cruz starb im Alter von 61 Jahren an einer Darmentzündung in Lissabon. Sie heiratete nie und hinterließ keine Nachkommen. Sie wurde auf dem Cemitério de Agramonte in Porto beigesetzt, wo die Familie ein hatte.